# Лі Ван Хьок
Лі Ван Хьок (кор. 리광혁, 李光赫; народився 17 серпня 1987; Пхеньян, КНДР) — північнокорейський футболіст, захисник клубу «Кьонконгоп» та національної збірної Корейської Народно-Демократичної Республіки.

## Досягнення
- Переможець Юнацького (U-19) кубка Азії: 2006
- Чемпіон КНДР: 2009
- бронзовий призер чемпіонату КНДР: 2007
- Володар Кубка виклику АФК: 2010, 2012